# Comma sintonico
In musica, il comma sintonico o comma di Didimo è l'intervallo di frequenza  tra due toni maggiori (terza pitagorica o ditono) e una terza pura.
Il tono maggiore  (intervallo tra una quarta e una quinta) corrisponde a un rapporto  di frequenza di 9/8. Due toni sono in rapporto di (9/8)²  ossia 81/64. 
La terza pura, invece, corrisponde al  rapporto di frequenza di  5/4 pari a  80/64. 
Il comma sintonico è il rapporto  81/80, circa 1, e  misura  21,5 cent, poco meno del comma pitagorico.
Da questi due comma derivano due temperamenti diversi.
La terza pura  è inferiore al ditono, ciò ha permesso di definire il modo minore.